# 루이스 월던

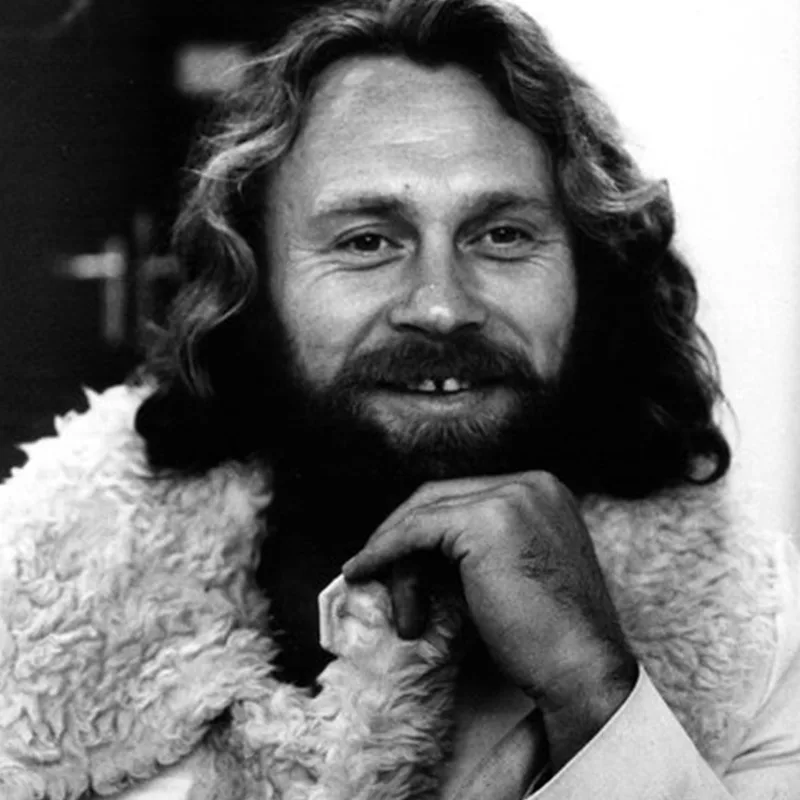

루이스 월던(Louis Waldon, 1934년 12월 16일 ~ 2013년 12월 6일)은 미국의 배우이다.
머데스토에서 태어났으며 로스앤젤레스에서 사망하였다. 사인은 뇌졸중이다.

## 영화
- 몬테 크리스토 백작 (1975년)
- 네크로폴리스 (1970년)